# Fort George G. Meade

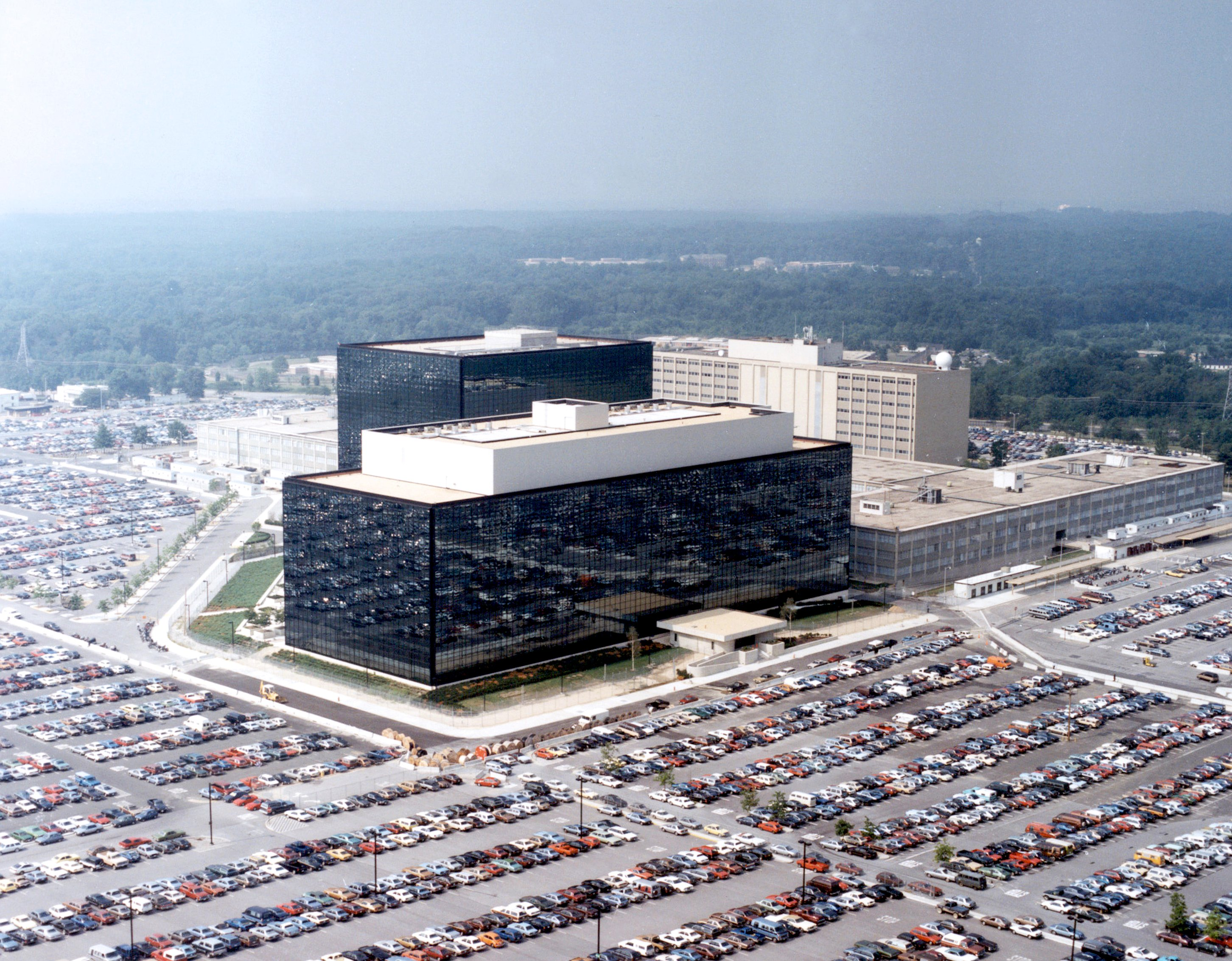
Cuarteles generales de la Agencia de Seguridad Nacional en Fort Meade, Maryland

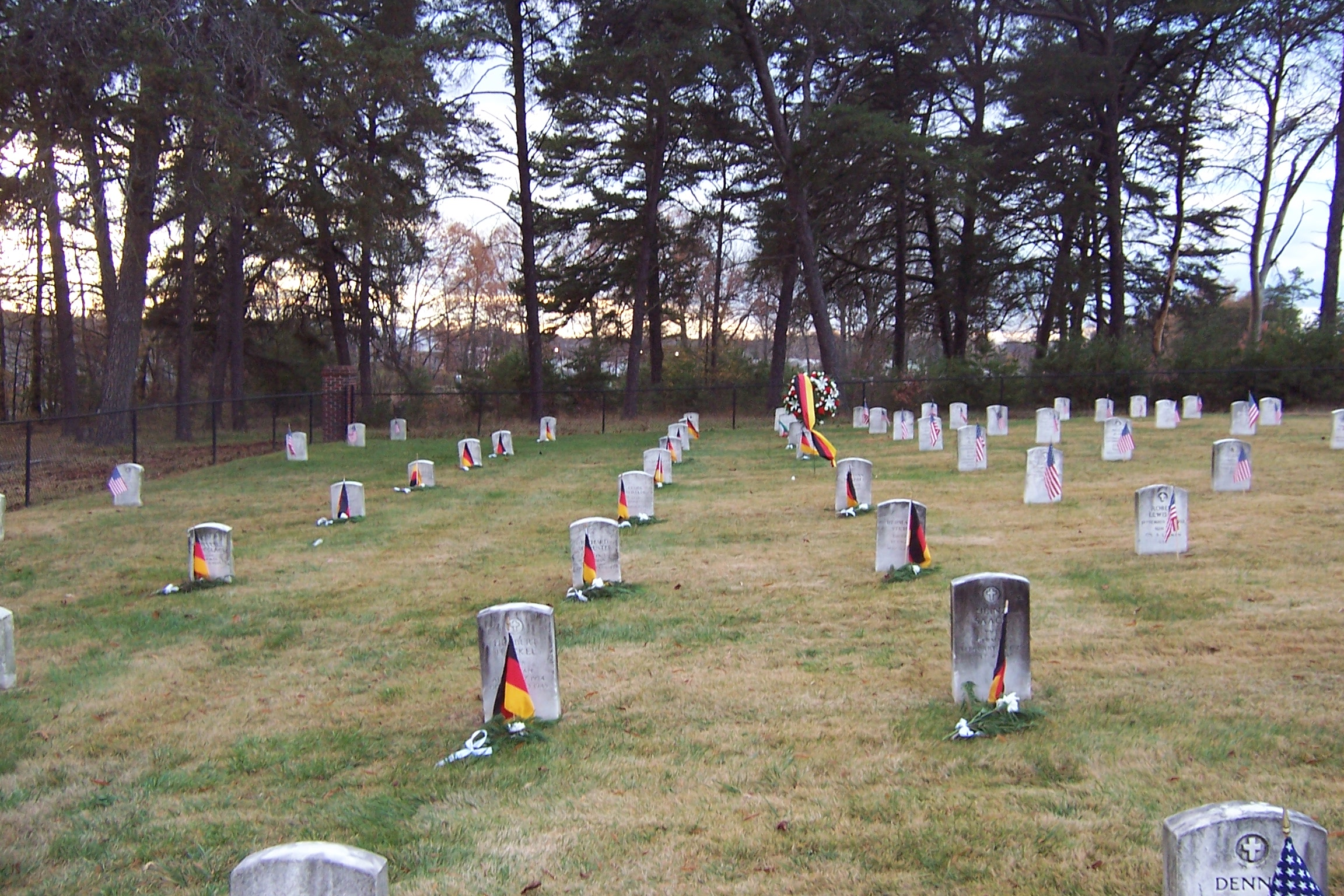
Cementerio con tumbas de guerra Alemanas

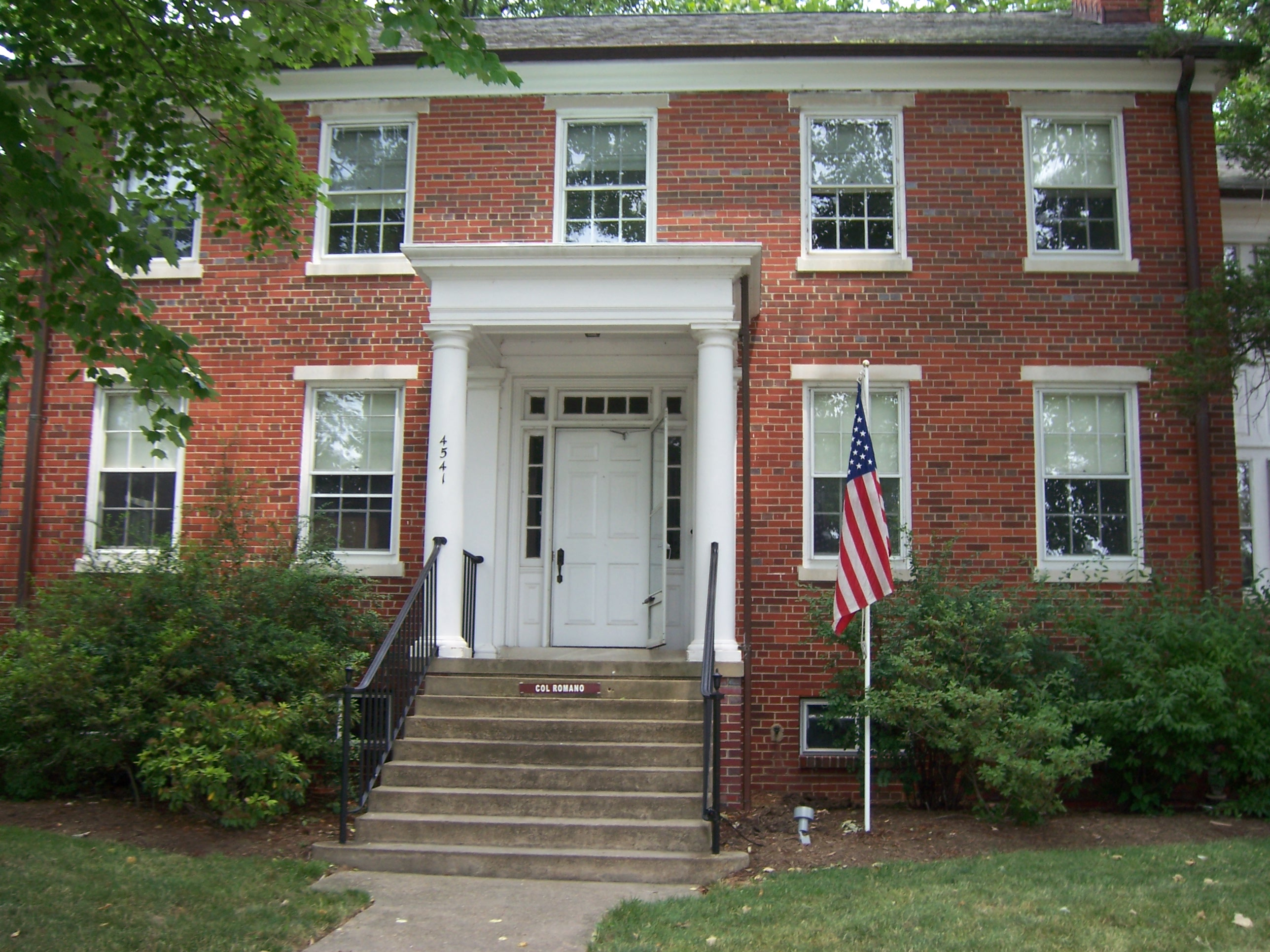
Viviendas actuales de oficiales en Fort Meade

Fort George G. Meade, ubicado cerca de Odenton, Maryland, en el Condado de Anne Arundel, son unas instalaciones en activo o en uso del Ejército de los Estados Unidos. El nombre del fuerte, que fue establecido en 1917, proviene del General George Meade, un general del Ejército de la Unión durante la Guerra Civil Americana. El fuerte ocupa un área de  5067 acres (20,51 km²) del Condado de Anne Arundel, Maryland.
En Fort Meade también se hallan las escuelas Meade Senior High School, MacArthur Middle School y Meade Middle School; además del Museo Criptológico Nacional.

## Historia
Fort Meade fue establecido en 1917 cuando el Departamento de Guerra de Estados Unidos adquirió 19 000 acres (76,89 km²) de tierra al oeste de Odenton para desarrollar un campo de entrenamiento. Conocido inicialmente como Campo Annapolis Junction, el fuerte fue nombrado Campo Adminal en su inauguración en 1917. Otros cambios de nombre ocurrieron tras la construcción de 1.460 edificios cuando se le dio el nombre de Campo George. En los años veinte se convirtió en el Fort Leonard Wood, pero en los años treinta se volvió a cambiar el nombre a Fort George G. Meade.
Fort Meade fue utilizado como puesto de entrenamiento básico y como campo para prisioneros de guerra durante la Segunda Guerra Mundial. En los años 50, el puesto se convirtió en la sede central de la Agencia de Seguridad Nacional (NSA). Se programó la clausura del puesto para los años 90, pero se mantuvo abierto para apoyar a la NSA. Hoy en día, el Fort Meade es usualmente utilizado como metonimia para NSA.

## Expansión
Dada su cercanía con Washington, D.C., está aumentando el uso por parte del gobierno y militares como la Escuela de Información de Defensa, el cuartel general del Servicio de Correo de Defensay la Agencia de Protección Medioambiental de Estados Unidos.
Como parte del proceso de Cierra y Realineamientos de Bases del Departamento de Defensa de Estados Unidos de 2005, varias actividades adicionales fueron programadas para trasladarse a Fort Meade cerca de 2010, incluyendo la Agencia de Sistemas de Información de Defensa (DISA), las oficinas Adjudicación, Audiencias y Apelaciones, y varias actividades mediáticas del Departamento de Defensa. Varias parcelas de tierra han sido acondicionadas para su explotación comercial. En octubre de 2007 el Ejército estimó que Fort Meade generará 5.700 puestos de trabajo directos, y se generarán miles de trabajos de forma indirecta.
En un informe sobre el impacto ambiental de septiembre de 2007 describió la expansión, y particularmente los dos campos de golf de 18 hoyos propuestos, como una "importante amenaza a la integridad biológica y territorial del Refugio de Investigación Patuxent, un interés nacional único en la vanguardia de la investigación científica y protección." Como respuesta, el ejército dijo que están realizando diversas actuaciones a fin de reducir el impacto medioambiental pero que los campos de golfs son necesarios para "mantener el nivel de vida de los soldados y de sus familias."

## Limpieza de residuos peligrosos
El 27 de agosto de 2007, la Agencia de Protección Medioambiental de Estados Unidos emitió una orden dirigida al Ejército para evaluar la naturaleza y la extensión del a contaminación, determinando las medidas de corrección apropiadas, e implementando estas medidas para catorce sitios de desechos peligrosos de la base, más tres sitios adicionales de tierra de 8100 acres (32,78 km²) transferidos al Refugio de Investigación Patuxent. Los sitios incluyen una zona de vertidos de desechos de los años 40.

## Museo Fort George G. Meade
El Museo Fort George G. Meade exhibe artefactos, uniformes, armas, tanques, documentos y obras de arte históricas pertenecientes a la historia del fuerte. En los terrenos del museo se exhiben equipamientos militares históricos como tanques, transportes de tropas blindados, un misil Nike "Ajax" y un helicóptero. El museo se encuentra en la avenida 4674 Griffin Avenue, Fort George G. Meade.